# 大久保沙織
大久保 沙織（おおくぼ さおり、1993年5月15日 - ）は、日本の気象予報士。日本気象協会所属。

## 来歴
テレビ朝日アスク出身。大学を卒業後、2016年から1年間、NHK和歌山放送局に契約キャスターとして在籍。

## 人物・エピソード
1歳の時、重度のアトピー性皮膚炎と診断され以来、様々なアレルギー症状に悩まされたという。その症状が現れたのは4歳の頃、足が突然パンパンに腫れ、傷口は火傷をしたような火腫れ状態に。夜になると40度の高熱が出たという。脇の下から足の付け根にかけてのリンパが腫れ、激しい痛みになったという。医師にもその原因が分からないと言う。しかし後日、同じ症状が現れたことで原因が蚊に刺されたことだと判明された。血液検査の結果、病名は慢性活動性EBウイルス感染症だった。大久保は一刻も早い骨髄移植が必要で移植準備のため、抗がん剤治療や放射線治療を始めると髪は抜けて歩くのもままならない体調になった。そんな大久保が闘病生活の中で生きる目標となったのがミスユニバースの日本大会だった。「憧れたのは華やかさだけではなく、ミスユニバースに出場し、影響力のある発信者になれば、この病気のことを世に知らせることができるのではないか」とそう考えたからだった。骨髄移植は無事成功し、翌年2019年ミスユニバースの日本大会に出場。
2021年には、2020年東京オリンピックの聖火ランナーを務めた。
同年、日本気象協会に入社。その後気象予報士の資格を取得。

## 出演
- Oha!4 NEWS LIVE（日本テレビ）
  - 月〜水担当（2023年4月3日[1] - 2025年3月26日）
  - 水曜担当（2025年4月2日 - ）